# رابرت ادمن
رابرت ادمن (انگلیسی: Robert Edmans; ۲۵ ژانویهٔ ۱۹۸۷ – ) بازیکن فوتبال اهل بریتانیا بود.
از باشگاه‌هایی که در آن بازی کرده‌است می‌توان به باشگاه فوتبال مکلسفیلد تاون، باشگاه فوتبال چلمزفورد سیتی، باشگاه فوتبال داگنم و ردبریج، باشگاه فوتبال مالدون و تیپتری، و باشگاه فوتبال دوور اتلتیک اشاره کرد.